# Conspiració (Star Trek: La nova generació)
"Conspiració" (títol original en anglès "Conspiracy") és el vint-i-cinquè i penúltim episodi de la primera temporada de la sèrie de televisió de ciència-ficció estatunidenca Star Trek: La nova generació, es va emetre originalment el 9 de maig de 1988, en redifusió als Estats Units. La premissa va ser concebuda pel creador del programa Gene Roddenberry en una visió general d'una sola frase titulada "The Assassins", que va ser ampliada en una història de trenta pàgines per Robert Sabaroff. A partir d'això, la sèrie va ser produïda per Tracy Tormé i l'episodi va ser dirigit per Cliff Bole.
Ambientada al segle XXIV, la sèrie segueix les aventures de la tripulació de la nau de la Flota Estel·lar de la Federació Enterprise-D. Després d'una reunió amb un company capità, l'estrany comportament dels oficials d'alt rang fa que Jean-Luc Picard (Patrick Stewart) i la tripulació de l' Enterprise descobreixin una conspiració d'oficials superiors de la Flota Estel·lar posseïda per extraterrestres paràsits que es preparen per envair la Federació Unida de Planetes.
El supervisor de maquillatge Michael Westmore va crear nombrosos efectes de maquillatge, inclòs un cap que explotava amb carn crua. Als productors els preocupava que alguns dels efectes fossin massa gràfics, però després d'una visualització per part del fill d'un membre del personal, van decidir emetre'l sense tallar. Posteriorment, l'episodi s'ha inclòs en algunes de les millors llistes d'episodis de la sèrie i va guanyar un dels tres Premis Primetime Emmy per la primera temporada de La nova generació. Controvertit quan es van emetre originalment, els elements més gràfics van ser retallats o prohibits d'emetre al Regne Unit, i van requerir un avís abans d'emetre's al Canadà.

## Argument
El capità Picard rep un missatge molt confidencial del capità Walker Keel de l'USS Horatio. Keel es nega a discutir les seves preocupacions i insisteix en una reunió cara a cara. A la reunió, Keel informa d'ordres estranyes des de la seu de la Flota Estel·lar i que implica que són morts sospitoses d'oficials de la Flota i expressa la seva preocupació per una conspiració. Després de la seva reunió, l'Enterprise descobreix que la nau espacial Horatio ha estat destruïda. Picard ha fet que el tinent comandant Data revisi totes les ordres emeses pel Comandament de la Flota Estel·lar durant els últims sis mesos. Data troba diverses ordres estranyes dels nivells superiors de la Flota Estel·lar i Picard ordena l' Enterprise anar a la Terra. Quan s'acosta a la Terra, es rep una transmissió d'un trio d'almiralls de la Flota Estelar, Savar, Aaron i Quinn. Els almiralls se sorprenen per la presència de l' Enterprise, però conviden el capità Picard i el comandant Riker a sopar.
Després de presenciar el comportament estrany dels almiralls i la discussió sobre una "forma de vida superior", la Dra. Crusher descobreix que un paràsit semblant a un insecte ha embolicat els seus circells al voltant de la tija del cervell de Quinn i el controla. Al sopar, es revela que els paràsits busquen fer-se càrrec de la Flota Estel·lar, utilitzant humanoides com a amfitrions. Riker i Picard sotmeten els homes infectats, fent que els paràsits abandonin els hostes i fugin. Un dels paràsits corre sota una porta tancada, on Picard i Riker troben l'ajudant de Quinn, Remmick, menjant-se el paràsit. Remmick comença a transmetre un senyal. Picard i Riker disparen a Remmick, destruint el seu cos però alliberant un paràsit gegant; els dos continuen disparant fins que és destruït. La Dra. Crusher informa que els altres paràsits s'han esmicolat i han mort, ja que no van poder sobreviure sense la criatura-mare que havia estat habitant Remmick. Data teoritza que el senyal de Remmick era un radiofar per a més criatures com ell.

## Repartiment i doblatge al català
La sèrie va ser doblada al català pels estudis Tramontana (primera part) i Soundtrack (segona part) i emesa a TV3 l’any 1991. Els dobladors de l'episodi foren:
| Personatge               | Actor/actriu     | Veu en català         |
| ------------------------ | ---------------- | --------------------- |
| Jean-Luc Picard          | Patrick Stewart  | Joan Crosas           |
| William Riker            | Jonathan Frakes  | Antoni Forteza        |
| Data                     | Brent Spinner    | Joaquim Sota          |
| Geordi La Forge          | LeVar Burton     | Aleix Estadella       |
| Worf                     | Michael Dorn     | Enric Arquimbau       |
| Beverly Crusher          | Gates McFadden   | Pilar Rubiella        |
| Deanna Troi              | Marina Sirtis    | Alicia Laorden        |
| Wesley Crusher           | Will Wheaton     | Roger Pera            |
| Almirall Savar           | Henry Darrow     | Jordi Campillo        |
| Capità Walker Keel       | Jonathan Farwell | Enric Isasi Isasmendi |
| Comandant Dexter Remmick | Robert Schenkkan | Joan Pera             |
| Capità Tryla Scott       | Ursaline Bryant  | Isabel Muntaner       |
| Capità Rixx              | Michael Berryman | Xavier Fernàndez      |
| Almirall Gregory Quinn   | Ward Costello    | Manuel Lázaro         |
| Almirall Aaron           | Ray Reinhardt    | Antonio Crespo        |

## Producció
Gene Roddenberry va originar la idea de l'episodi en una proposta d'una sola frase titulada "The Assassins". Robert Sabaroff va ampliar aquesta idea a trenta pàgines, però la seva versió es va considerar massa cara. Aleshores, Tracy Tormé va rebre l'encàrrec de reescriure-la, però alguns productors van pensar que la nova versió era massa fosca fins que Roddenberry la va veure i va aprovar la nova versió. En una de les versions originals, es tractava d'una facció de la Flota Estelar que eren conspiradors en lloc de paràsits alienígenes, però a Roddenberry no li agradava mostrar la Flota Estelar d'una manera tan fosca. Wired va suggerir que la premissa es basava en l'afer Iran-Contra. El final deixat en suspens de l'episodi pretenia donar lloc a la introducció dels Borg conceptualitzats inicialment com una espècie insectoïde a la segona temporada, un element argumental prefigurat en l'episodi següent, La zona neutral. Una vegada que els Borg van ser reimaginats com una raça cibernètica, aquest element es va abandonar i l'element de la història del senyal dels paràsits mai es va resoldre.
El director de l'episodi, Cliff Bole, era company d'escola del supervisor de maquillatge Michael Westmore. L'escena amb Remmick al final de l'episodi es va afegir a la postproducció, ja que originalment estava escrit perquè Riker i Picard tinguessin un cara a cara amb una criatura materna completa..S'ha dit que es van prendre moltes preses de la part on el paràsit entra a la gola de Remmick perquè l'efecte de la bomba es va produir quan Westmore va bufar a la bufeta sota un fals coll i Bole va continuar intentant fer que Westmore hiperventilés a partir de l'esforç. Els paràsits van ser creats per Makeup & Effects Laboratories a partir d'un disseny de Rick Sternbach. Un motlle de la cara de Paul Newman es va omplir de carn crua i després es va volar per crear l'efecte utilitzat quan Picard i Riker disparen a Remmick, però Rick Berman i Peter Lauritson els preocupava que fos massa gràfic. Dan Curry va convidar el seu fill de sis anys a veure l'episodi per tal de provar com reaccionarien els nens davant d'ell; al nen li va agradar tant que va suggerir la creació d'una figura d'acció de Remmick el cap de la qual explotaria prement un botó. Això va fer que Berman decidís emetre l'episodi sense tallar amb la seqüència completa inclosa.
Diversos accessoris i efectes vists a l'episodi van ser reproduïts de les pel·lícules Star Trek, incloses les fotos de la Terra i Port Estel·lar U i la pintura utilitzada pel Comandament de la Flota Estel·lar. Les portes de la sala on se serveix el sopar es van reutilitzar de la temporada 2 al plató de Ten-Forward. L'episodi també compta amb dues primeres aparicions; la nau estel·lar de la classe Ambassador es va esmentar per primera vegada (la Horatio era membre d'aquesta classe, igual que la Enterprise-C) i també és la primera vegada que s'havia vist un bolià a Star Trek, l'espècie va rebre el nom del director de l'episodi. Tot i que els paràsits mai van tornar a aparèixer en una sèrie de Star Trek, es troben al rellançament de les novel·les de Deep Space Nine, on es revela que estan mutats per simbionts trills. També reapareixen en diversos episodis del joc Star Trek Online. Els paràsits, coneguts com Bluegill, són bio-enginyeria dels Solanae en nom dels iconians. No són capaços d'infectar un trill unit.